# Авраменко Петро Іванович
Авраменко Петро Іванович (нар. 5 грудня 1937, село Плешкані, тепер Золотоніського району Черкаської області) — бандурист, заслужений артист України (з 2003 року). Член Національної Спілки Кобзарів України, Київ.

## Родина
1. Батько, Іван Петрович;— бригадир місцевої тракторної бригади – обраний депутатом Верховної ради СРСР 1-го скликання і невдовзі був призначений на відповідальну посаду директора Гельмязівської МТС ;
2. Мати, Ольга Пилипівна працювала у колгоспі.
3. Дружина Петра Івановича, Світлана Олександрівна.
4. Діти, Оксана та Олександр.
5. Онуки, Дмитро та Тихон.

## Життєпис
Мало чи не з колиски Петро Іванович поріднився з музикою, адже нею була ущент наповнена затишна оселя Авраменків, залюбки слухав мамині пісні, у вільні хвилини вправно виводив мелодії на гармонії-двохрядці тато.
Невдовзі Петро Іванович самотужки опанував балалайку, а завдяки батьковим майстер-класам – і гру на гармонії. Уже в підлітковому віці хлопцю підкорився й цар музичних інструментів – баян.
Шкільне навчання розпочалося у ще воєнному 1944-у й проходило спочатку в Золотоноші, потім у Лубнах та Петрівці-Роменській на Полтавщині і, зрештою, в Підставківській семирічці.
Навчався охоче, був у числі кращих учнів, постійно виступав на самодіяльній сцені.
Атестат про повну середню освіту юнак отримав вже в 1953-у після закінчення Гельмязівської школи. До речі, його однокласником був у майбутньому знаменитий державний діяч СРСР, доктор сільгоспнаук Скиба Іван Іванович.
У 1962 р. Петро Іванович став слухачем Республіканської студії з підготовки акторських кадрів при Державній заслуженій капелі бандуристів і здобув фах співака-бандуриста.
Після закінчення студії з підготовки артистів у Державній капелі бандуристів України вже в 1964 році почав концертну діяльність. 1973 року — закінчив Львівську державну консерваторію (клас бандури В. Герасименка).
З 1992 став членом Національної всеукраїнської музичної спілки. 
У 2004 став Національним кобзарем спілки України.
З 1979 по 2008 року  був у складі Національного українського народного хору ім. Г. Верьовки при керуванні Авдієвського Анатолія Тимофійовича. В репертуарі сольного виконавця (тенор) українські народні пісні та думи.

## Відзнаки
Петра Івановича завжди супроводжувала не тільки любов вдячних глядачів і слухачів, а й вагоме суспільне визнання його заслуг. Ще в 1976 р. його було нагороджено медаллю «За трудову доблесть», згодом ювілейною відзнакою «1500 років Києва». Є в активі артиста й Почесна грамота Верховної ради України та безліч відомчих і регіональних нагород. У 1995 р. він отримав звання «Почесний громадянин м. Гусятин». А в 2003 р. за особливі заслуги в музичному мистецтві відзначили почесним званням «Заслужений артист України». Він є чинним членом Національної всеукраїнської музичної спілки та Національної спілки кобзарів України.

## Книги
1. «Любі мої земляченьки: подорож сторінками минулого й сьогодення» - автор Авраменко Петро Іванович
2. «Народжений бути щасливим» - автор Авраменко Петро Іванович - автор Авраменко Петро Іванович